# 키안 이건
키언 이건(Kian Egan, 1980년 4월 29일 ~ )은 아일랜드의 가수로, 웨스트라이프의 일원으로 활동하였다. 2014년 1집 솔로 앨범 'Home" 을 발매하였다.